# Chassey-le-Camp
Chassey-le-Camp är en kommun i departementet Saône-et-Loire i regionen Bourgogne-Franche-Comté i östra Frankrike. Kommunen ligger i kantonen Chagny som tillhör arrondissementet Chalon-sur-Saône. År 2022 hade Chassey-le-Camp 365 invånare.

## Befolkningsutveckling
Antalet invånare i kommunen Chassey-le-Camp
| Referens: INSEE |